# Short Skin - I dolori del giovane Edo
Short Skin - I dolori del giovane Edo è un film del 2014 diretto da Duccio Chiarini.

## Trama
Il diciassettenne pisano Edoardo soffre di fimosi e questo gli rende impossibile non solo avere rapporti sessuali ma anche praticare la masturbazione. Insieme alla sua famiglia trascorre l'estate sul lungomare toscano e qui inizia a soffrire le prime pene d'amore per Bianca, la vicina di casa, che sta per andare a studiare a Parigi.
Chiuso nel suo mondo asessuato, Edoardo è infastidito dal fatto che tutti attorno a lui sembrano parlare sempre e solo di sesso: l'amico Arturo con la sua ossessione di perdere la verginità, i suoi genitori che premono affinché Edoardo si dichiari a Bianca e la sorellina Olivia desiderosa di far accoppiare il suo cane.
A sbloccare Edoardo dalla sua timidezza non saranno però le pressioni degli altri quanto l'incontro con una ragazza conosciuta per caso e un'inaspettata apertura di Bianca nei suoi confronti. Così, costretto ad uscire dal suo mondo, Edoardo inizialmente cercherà di risolvere il suo problema attraverso dei goffi stratagemmi per trovare, infine, il coraggio di affrontare le proprie paure e di sottoporsi ad un intervento di circoncisione.

## Distribuzione
Il film è stato presentato al Festival di Venezia 2014 nella sezione "Biennale College". A febbraio 2015 è stato proiettato al Festival di Berlino nella sezione "Generation". Nelle sale italiane è uscito 23 aprile 2015.

## Premi e riconoscimenti
- Ciak d'oro
  - 2015 - Migliore opera prima[1]
- AKAI International Film Fest Award 2014 -  Menzione speciale